# 샤멜관박쥐
샤멜관박쥐(Rhinolophus shameli)는 관박쥐과에 속하는 박쥐의 일종이다. 캄보디아와 라오스, 미얀마, 태국, 베트남에서 발견된다.

## 특징
작은 박쥐로 몸길이는 52~55mm이고 전완장은 44~49mm이다. 꼬리 길이는 15~25mm, 발 길이는 9mm, 귀 길이는 16~22mm이다. 몸무게는 최대 12.5g이다.